# 绍瓦克-洛-蒙托
绍瓦克-洛-蒙托（法語：Chauvac-Laux-Montaux，法語發音：[ʃovak lo mɔ̃to]）是法国德龙省的一个市镇，属于尼永斯区。该市镇于2001年由原市镇绍瓦克（Chauvac）和洛-蒙托（Laux-Montaux）合并而成。

## 地理
绍瓦克-洛-蒙托（44°19'17"N, 5°31'32"E）面积24.24 平方千米，位于法国奥弗涅-罗讷-阿尔卑斯大区德龙省，该省份为法国东南部内陆省份，北起顺时针与伊泽尔省、上阿尔卑斯省、上普罗旺斯阿尔卑斯省、沃克吕兹省和阿尔代什省接壤。
与绍瓦克-洛-蒙托接壤的市镇（或旧市镇、城区）包括：圣安德烈德罗桑、索尔比耶、拉博雷勒、乌韦兹河畔蒙托邦、鲁雪、维勒布瓦莱潘。

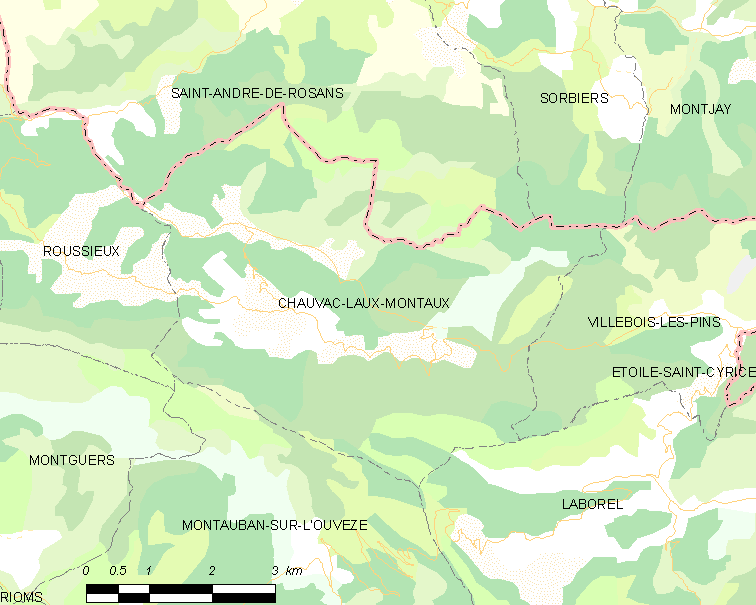
绍瓦克-洛-蒙托的OSM定位图

绍瓦克-洛-蒙托的时区为UTC+01:00、UTC+02:00（夏令时）。

## 行政
绍瓦克-洛-蒙托的邮政编码为26510，INSEE市镇编码为26091。

## 政治
绍瓦克-洛-蒙托所属的省级选区为尼永斯-巴罗尼县。

## 人口

1962-2008年间绍瓦克-洛-蒙托人口变化图示

绍瓦克-洛-蒙托于2022年1月1日时的人口数量为43人。